# گذرنامه جمهوری آفریقای مرکزی
گذرنامهٔ جمهوری آفریقای مرکزی یک مدرک سفر بین‌المللی است که توسط کشور جمهوری آفریقای مرکزی صادر می‌شود و بنا بر داده‌های سال ۲۰۲۳، دارندگان آن می‌توانستند به ۵۲ کشور دیگر بدون دریافت ویزا سفر کنند یا ویزا را در بدو ورود دریافت نمایند. این گذرنامه بر اساس رتبه‌بندی شاخص گذرنامهٔ هنلی در سال ۲۰۲۳ در رتبهٔ ۹۲ قرار داشت.